# Mus phillipsi
Mus phillipsi (миша Філіпса) — вид роду мишей (Mus).

## Поширення
Країни проживання: Індія, Непал. Живе від 500 до 1500 м над рівнем моря.

## Екологія
Це нічний, наземний вид. Живе в тропічних і субтропічних чагарникових лісах, просто луках з рідкісною рослинністю, скелястих, напівпустельних, чагарникових, кущових, сухих ділянках лісу.